# Зелений Денис Андрійович
Денис Андрійович Зелений (1996—2024) — старший лейтенант Національної гвардії України, учасник російсько-української війни. Герой України (2025, посмертно).

## Життєпис
Народився в Шостці, закінчив загальноосвітню школу № 1. Навчався у Військовому інститут Київського національного університету на кафедрі психології. Під час навчання влаштувався на роботу менеджером до одного з столичних закладів, працював там до початку повномасштабного вторгнення. 
З початком великої війни добровільно долучився до лав Національної гвардії. Згодом став офіцером батальйону «Хорив» бригади «Буревій» НГУ. Став автором одного з найвідоміших фото випаленого Серебрянського лісу, що на Луганщині.
Загинув 8 травня 2024 року.

## Нагороди
- звання Герой України з удостоєнням ордена Золота Зірка (26 лютого 2025, посмертно) — за особисту мужність і героїзм, виявлені у захисті державного суверенітету та територіальної цілісності України, самовіддане служіння Українському народові[5].